# Messas
Messas és un municipi francès, situat al departament del Loiret i a la regió de Centre – Vall del Loira. L'any 2007 tenia 899 habitants.

## Demografia

### Població
El 2007 la població de fet de Messas era de 899 persones. Hi havia 347 famílies, de les quals 61 eren unipersonals (20 homes vivint sols i 41 dones vivint soles), 131 parelles sense fills, 139 parelles amb fills i 16 famílies monoparentals amb fills.
La població ha evolucionat segons el següent gràfic:
Habitants censats

### Habitatges
El 2007 hi havia 382 habitatges, 350 eren l'habitatge principal de la família, 7 eren segones residències i 24 estaven desocupats. 369 eren cases i 11 eren apartaments. Dels 350 habitatges principals, 325 estaven ocupats pels seus propietaris, 25 estaven llogats i ocupats pels llogaters i 1 estava cedit a títol gratuït; 1 tenia una cambra, 7 en tenien dues, 38 en tenien tres, 98 en tenien quatre i 206 en tenien cinc o més. 294 habitatges disposaven pel capbaix d'una plaça de pàrquing. A 118 habitatges hi havia un automòbil i a 208 n'hi havia dos o més.

### Piràmide de població
La piràmide de població per edats i sexe el 2009 era:
| Homes | Edats   | Dones |
| ----- | ------- | ----- |
| 0     | 95 o +  | 4     |
| 0     | 90 a 94 | 0     |
| 4     | 85 a 89 | 0     |
| 4     | 80 a 84 | 0     |
| 12    | 75 a 79 | 12    |
| 20    | 70 a 74 | 24    |
| 20    | 65 a 69 | 28    |
| 20    | 60 a 64 | 8     |
| 16    | 55 a 59 | 20    |
| 28    | 50 a 54 | 20    |
| 44    | 45 a 49 | 56    |
| 64    | 40 a 44 | 40    |
| 32    | 35 a 39 | 44    |
| 20    | 30 a 34 | 20    |
| 12    | 25 a 29 | 20    |
| 24    | 20 a 24 | 48    |
| 56    | 15 a 19 | 44    |
| 48    | 10 a 14 | 28    |
| 16    | 5 a 9   | 32    |
| 12    | 0 a 4   | 20    |

## Economia
El 2007 la població en edat de treballar era de 613 persones, 455 eren actives i 158 eren inactives. De les 455 persones actives 430 estaven ocupades (225 homes i 205 dones) i 24 estaven aturades (10 homes i 14 dones). De les 158 persones inactives 73 estaven jubilades, 57 estaven estudiant i 28 estaven classificades com a «altres inactius».

### Ingressos
El 2009 a Messas hi havia 352 unitats fiscals que integraven 922,5 persones, la mediana anual d'ingressos fiscals per persona era de 20.230 €.

### Activitats econòmiques
Dels 20 establiments que hi havia el 2007, 1 era d'una empresa alimentària, 3 d'empreses de construcció, 6 d'empreses de comerç i reparació d'automòbils, 3 d'empreses d'hostatgeria i restauració, 2 d'empreses immobiliàries, 1 d'una empresa de serveis, 1 d'una entitat de l'administració pública i 3 d'empreses classificades com a «altres activitats de serveis».
Dels 7 establiments de servei als particulars que hi havia el 2009, 2 eren tallers de reparació d'automòbils i de material agrícola, 2 electricistes i 3 restaurants.
L'únic establiment comercial que hi havia el 2009 era una fleca.
L'any 2000 a Messas hi havia 10 explotacions agrícoles que ocupaven un total de 530 hectàrees.

## Equipaments sanitaris i escolars
El 2009 hi havia una escola elemental.

## Poblacions properes
El següent diagrama mostra les poblacions més properes.